# Монна Помона
«Монна Помона» — акварель английского художника-прерафаэлита Данте Габриэля Россетти, созданная в 1864 году. На данный момент произведение находится в собрании галереи Тейт.
Натурщицей для акварели стала Ада Вернон, жившая от дома Россетти в Челси. Брат художника, критик Уильям Майкл Россетти, ошибочно предполагал, что натурщицей была девушка из Шотландии Джесси (так друг Россетти Бойс называл Агнес Манетти), «девица, не обладающая несгибаемой добродетелью, у которой был очень энергичный и красивый профиль, не без некой аналогии с великим Наполеоном».
На акварели темноволосая девушка в тёмно-зелёном платье держит в руке ожерелье с подвеской в виде золотого сердца, пронзенного двумя стрелами. А другой руке она держит яблоко. На коленях у девушки лежат красные розы. Героиня склонила голову, чтобы понюхать аромат букета из роз, фиалок и калужниц.
Акварель приобрёл один из постоянных покупателей коллекционер Россетти Александр Ионидес. Затем владельцем произведения стал Альфред де Пасс. В 1910 году в память о своей супруге Этель он передал картину галерее Тейт.